# 国鉄モハ34形電車
モハ34形は、かつて日本国有鉄道（国鉄）に在籍した旧形電車である。車体長17m級3扉ロングシートの両運転台形制御電動車であるが、出自の異なる2種が存在する。1953年（昭和28年）6月1日に実施された車両形式称号規程改正（改番）により、いずれもモハ12形に改称された。
1. 34001～34026 - オリジナルのモハ34形で、1933年（昭和8年）度製。詳細は、国鉄33系電車を参照のこと。
2. 34031～34039 - 1950年（昭和25年）11月から1951年（昭和26年）3月にかけ、モハ31形（初代）の後位に運転台を新設して、両運転台化したもの。詳細は、国鉄31系電車#モハ31形を両運転台に改造を参照のこと。